# Американский стрелозубый палтус
Американский стрелозубый палтус (лат. Atheresthes stomias) — вид лучепёрых рыб семейства камбаловых.

## Описание
Американский стрелозубый палтус обычно имеет длину 40—65 см и массу от 1,5 до 3 кг. Максимальная длина тела 84 см, масса — 8,6 кг, максимальная продолжительность жизни 23 года.
Удлинённое тело покрыто ктеноидной чешуёй на глазной стороне и циклоидной — на слепой. Боковая линия на обеих сторонах тела сплошная, почти прямая, с 99—105 чешуйками. Длинный спинной плавник с 92—115 мягкими ветвистыми лучами тянется от головы почти до слабовыемчатого хвостового плавника. Анальный плавник длинный с 73—91 мягкими лучами. На обоих челюстях имеется по два ряда стреловидных зубов. На каждой стороне тела по две ноздри. Отличительными видовыми признаками по сравнению со сходным по форме тела азиатским стреловидным палтусом являются следующие: расположение верхнего глаза, который заходит на верхний край головы и расположен в выемке; передняя ноздря на слепой стороне с коротким клапаном.
Глазная сторона тела тёмно-коричневая, слепая сторона светло-коричневая с фиолетовым оттенком.

## Ареал
Распространён в северной части Тихого океана. Встречается от южных Курильских островов на юге до Алеутских островов и залива Аляска, в Чукотском и Охотском морях, вдоль восточного побережья Камчатки и далее на восток в Беринговом море. По тихоокеанскому побережью Северной Америки до Калифорнии
.

## Биология
Морская придонная рыба. Обитает на глубине 40—1150 м.

### Питание
Питается рыбой (минтай, треска, хек, морские окуни, ликоды), ракообразными и головоногими.